# Elatichrosis aeneola
Elatichrosis aeneola is een keversoort uit de familie kniptorren (Elateridae). De wetenschappelijke naam van de soort is voor het eerst geldig gepubliceerd in 1865 door Candèze.